# De Alles is Anders Show
De Alles is Anders Show was een Nederlands televisieprogramma van de KRO dat werd uitgezonden van 19 november 1977 tot en met 27 april 1984 op Nederland 2 en sinds 1983 Nederland 1. Er zijn in totaal 70 afleveringen uitgezonden. 

## Inhoud
Het programma was de opvolger van De Van Speyk Show, of: dan liever de lucht in en werd gepresenteerd door Aad van den Heuvel. Een uur lang werd er met gasten maar ook het publiek gediscussieerd over de actualiteit met de nadruk op gebeurtenissen in de wereld van de media. Daarnaast waren er ook optredens. Clous van Mechelen was verantwoordelijk voor de muziek.

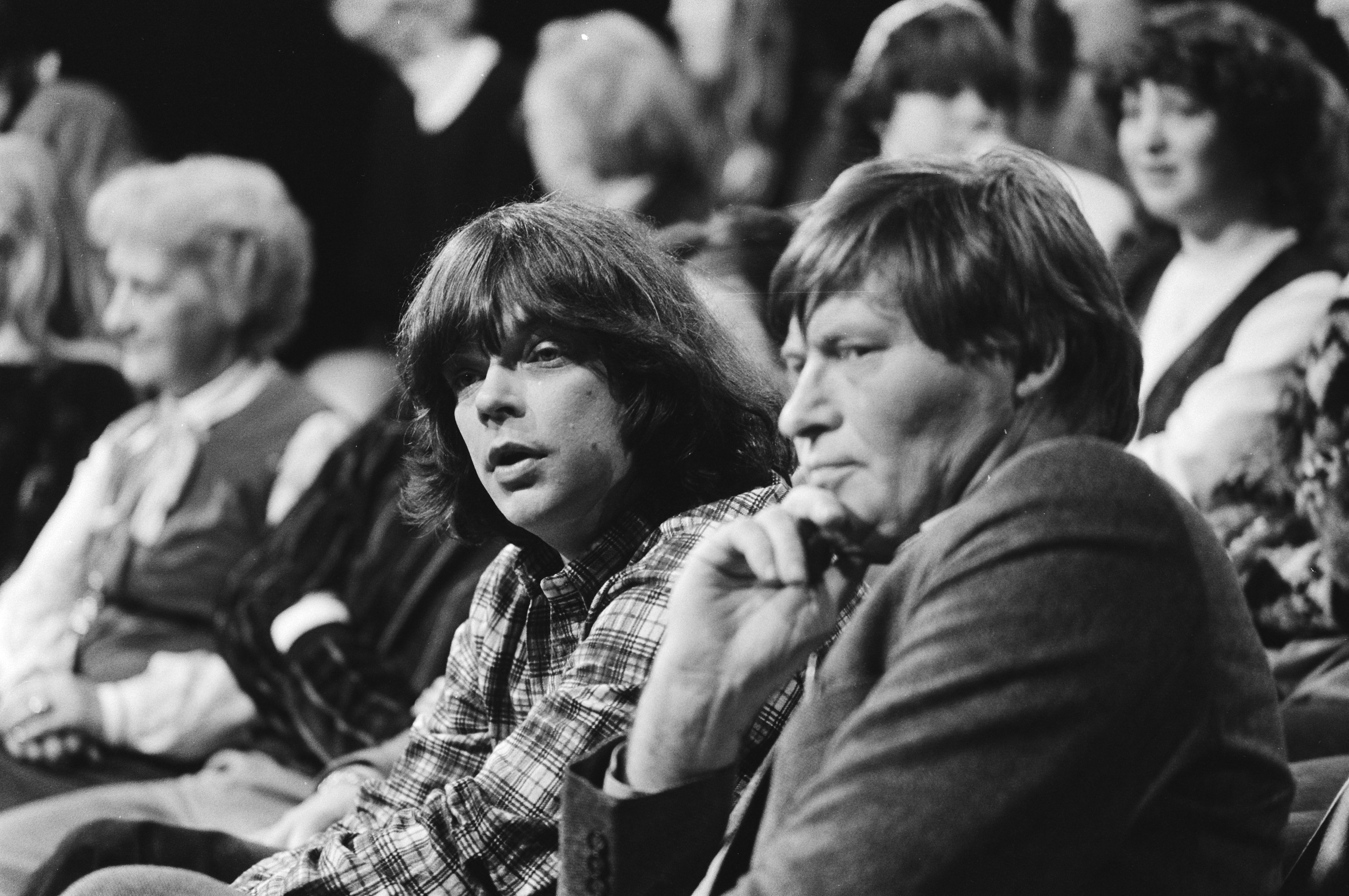
Boudewijn Büch en hoofdredacteur Wout van het Parool bij Van den Heuvel

In de uitzending van 24 januari 1983 was Gerard Reve te gast die voor Het Parool was geïnterviewd door Boudewijn Büch en vond dat hij onjuist was geciteerd. Het Parool bood aan zijn lezers uiteindelijk excuses aan, maar echter niet aan Reve wat hem hoog zat. Een ander opvallend moment was dat Youp van 't Hek zijn "Lenen lenen, betalen betalen" bracht. De volgende dag waren de shows van Van 't Hek uitverkocht. 
In de Haagse Post verklaarde Van den Heuvel dat hij na Brandpunt er bewust niet voor gekozen had om voor een uiterst select publiek slimme en intelligente stukken te schrijven over bijvoorbeeld ontwikkelingssamenwerking maar dat hij het aardiger en zinniger vond om voor een breder publiek een programma te maken dat niet uitsluitend bedoeld was als amusement. In 1981 zei Van den Heuvel in Televizier dat het in het programma geïnteresseerde publiek groter was dan gedacht. Volgens redacteur Jef Rademakers was succes vooral te wijten aan de uitstraling van Aad van den Heuvel en zou het programma ook wel de "Aad van den Heuvel Show" genoemd kunnen worden.  

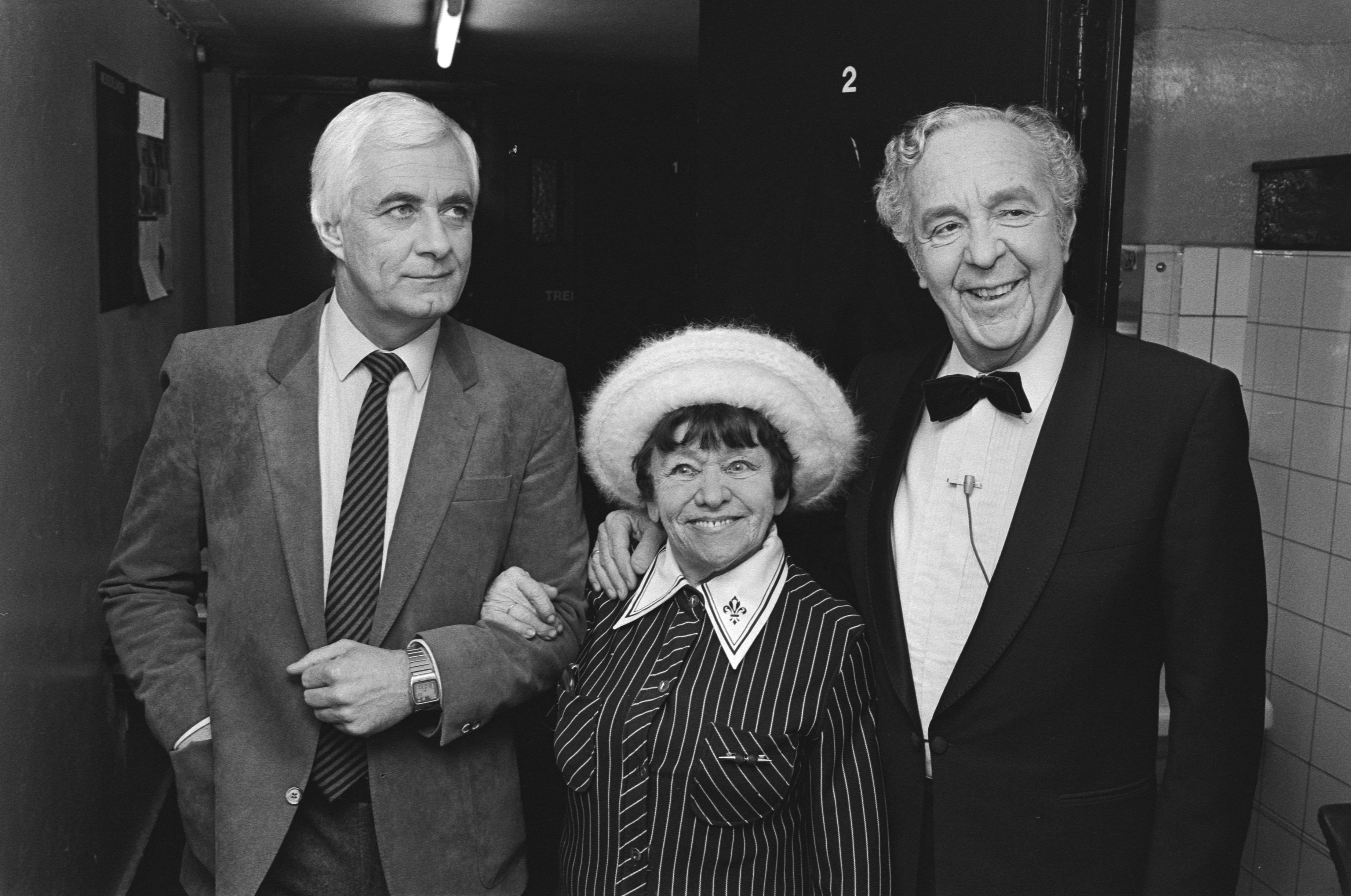
Wim Kan en Corrie Vonk met Van den Heuvel

Aanvankelijk werd het programma, dat niet live was zodat er voor uitzending eventueel in geknipt kon worden, maandelijks uitgezonden en het tijdstip van uitzending varieerde tussen ca. 20.30 en 0.00 uur. Sinds oktober 1982 waren de uitzendingen veertiendaags. De laatste aflevering werd uitgezonden op 27 april 1984 en werd uitgezonden vanaf Curaçao. De oudejaarsaflevering van 1981 met onder meer Wim Kan duurde 1 uur en 45 minuten en daarvan werd op 1 januari 1990 een ingekorte versie nogmaals uitgezonden. 